# 1829 a tudományban
Az 1829. év a tudományban és a technikában.

## Események
- George Stephenson és fia, Robert Stephenson elkészítik Rocket nevű mozdonyukat

## Matematika
- Nyikolaj Ivanovics Lobacsevszkij publikálja a nemeuklideszi geometriát megalapozó  értekezését A geometria alapjainak rövid összefoglalása címmel

## Publikációk
- Megjelenik Louis Braille a vakok számára készített írásrendszerének ismertetése

## Születések
- január 18. – Ludvig Lorenz dán matematikus és fizikus († 1891)
- február 2. – Alfred Brehm német zoológus, író († 1884)
- március 23. – Norman Robert Pogson angol csillagász († 1891)
- július 23. – Preysz Móric magyar kémikus († 1877)
- augusztus 13. – Ivan Szecsenov orosz fiziológus († 1905)
- szeptember 7. – Friedrich August Kekulé német vegyész († 1896)
- október 15. – Asaph Hall amerikai csillagász († 1907)
- november 10. – Elwin Bruno Christoffel német matematikus († 1900)

## Halálozások
- április 6. – Niels Henrik Abel norvég matematikus, róla nevezték el az Abel-csoportot (* 1802)
- május 10. – Thomas Young angol orvos és fizikus, polihisztor (* 1773)
- május 29. – Humphry Davy angol kémikus (* 1778)
- december 15. – Pasquich János matematikus és csillagász, a Budai Csillagvizsgáló első igazgatója (* 1754)
- december 18. – Jean-Baptiste Lamarck francia természettudós, akadémikus, Darwin előfutára az élővilág evolúciós magyarázatát illetően  (* 1744)